# صلاح الدين سيامند
صلاح الدين سيامند طاهر (13 يوليو 1981) هو لاعب كرة قدم عراقي سابق من أصل كردي، وكانت آخر مباراة له مع نادي أربيل. لعب في مركز قلب الدفاع وفي مركز خط الوسط العميق.
لعب مع منتخب العراق في إندونيسيا عام 2000، قبل أن يفوز ببطولة آسيا للشباب عام 2000 في طهران بعد ثلاثة أشهر. في المباريات الأولى من تلك البطولة، لم يكن سيامند لاعباً أساسياً، فقد ظهر بديلًا مرة واحدة فقط قبل أن يدخل الملعب بديلًا في الشوط الثاني ضد كوريا؛ حيث أقصت العراق كوريا وتقدمت إلى الدور نصف النهائي. وبقى مدير المنتخب العراقي على نفس التشكيلة في مباراة نصف النهائي أمام إيران، ومَنح سيامند الفرصة الأولى له، لكنه أهدر ركلة جزاء في الفوز بركلات الترجيح.
بعد الفوز النهائي على اليابان في المباراة النهائية، حصل على دعوة غير متوقعة للانضمام إلى المنتخب العراقي من المدرب ميلان زيفادينوفيتش، حيث ظهر لأول مرة في 31 يناير 2000 في مباراة انتهت بالتعادل 0-0 مع لبنان في بيروت.

## روابط خارجية
- صلاح الدين سيامند على موقع ناشيونال فوتبول تيمز (الإنجليزية)